# San Vicente de Arriaga
San Vicente de Arriaga és una església al barri de San Vicente de Arriaga de Vitòria, al País Basc. És un edifici del segle XV-XVI, d'estil gòtic-renaixentista. La part exterior és d'estil barroc resultat dels treballs de restauració que es van dur a terme durant el segle xviii.